# Dhyanamudra
Dhyanamudra è un mudra della dottrina induista, nella tradizione yoga e buddhista realizzato con le mani e le dita, ed è identificato come gesto della meditazione.
Con questo nome ci si può riferire a due diversi mudra, uno principalmente legato alla figura di Gautama Buddha (in giapponese Shaka Nyorai), l'altro invece legato a Amitabha Buddha (in giapponese Amida Nyorai).

## Simbologia del mudra
La mano destra, che rappresenta l'illuminazione, sovrasta la sinistra, che rappresenta le illusioni. Dunque il mudra simboleggia il primato dell'illuminazione sul mondo delle apparenze.

## Posizione Gautama Buddha (Shaka Nyorai)
Il mudra si realizza con entrambe le mani. Le mani sono estese, sovrapposte la destra sulla sinistra, appoggiate sulle gambe incrociate, con i palmi rivolti verso l'alto.

## Posizione Amitabha Buddha (Amida Nyorai)
Il mudra si realizza con entrambe le mani. Con i palmi in alto sovrapporre le dita della mano destra su quelle della sinistra, distese, dal medio al mignolo.Piegare gli indici ad angolo retto facendoli congiungere sull'esterno a livello della seconda falange. Appoggiare i pollici distesi sugli indici e unire le punte dei pollici tra di loro, come a formare due cerchi vicini tra ciascun pollice ed indice.